# Oxe (dansk adelsätt)
Oxe är en uradlig utdöd dansk adelsätt som anses ha invandrat från Franken under namnet Reyendorf. Släkten tillhörde högadeln och visade en oxe i sitt vapen.
Vapen: en röd balkvis gående Oxe i silverfält

## Historia
Riksrådet och lensmand på Krogen och Helsingborg Peder Oxe till Asserbo är den förste mer kände medlem ur släkten. Han levde och verkade under Erik av Pommerns regeringstid. Peders son Johan Oxe var också riksråd, och far till Torbern Oxe till Tordsø, samt Johan Oxe till Nielstrup (död 1534).
Johan var fader till rikshovmästaren Peder Oxe till Nielstrup (1520-1575), till räntemästare Eskild Oxe till Løgismose (död 1563) och till huvudmannen för Herlufsholm Albert Oxe till Nielstrup (död 1577), med vilken familjen dog ut.
Oxholm är uppkallad efter Anne Oxe, som var gift med länsmannen Frants Banner. Nielstrup i Guldborgsund kommun har varit släkten Oxes sätesgård från mitten 1500-talet då Johan Oxe till Tordsø förvärvade godset. Släkten Oxe innehade Nielstrup, som vid denna tidpunkten var en befäst borg, fram till 1664 då Cornelius Pedersen Lerche förvärvade godset. Pedersen rev borgen och byggede en ny herrgård.

## Medlemmar ur släkten
- Albert Oxe (död 1577) till Nielstrup
- Eskild Oxe (död 1563) till Løgismose
- Inger Oxe (död 1591)
- Johan Oxe till Tordsø (död ca. 1490) till Tordsø – riksråd
- Johan Oxe till Nielstrup (död 1534) till Nielstrup – riksråd
- Peder Oxe till Asserbo (cirka 1435) – riksråd
- Peder Oxe till Nielstrup (1520-1575) – rikshovmästare
- Torben Oxe (död 1517)